# Patrick Chassé
Pour les articles homonymes, voir Chassé.
Patrick Chassé, né le 7 mai 1965, à Rochefort (Charente-Maritime), est un journaliste sportif français spécialisé dans le cyclisme, devenu chroniqueur et chef d'entreprise.

## Carrière
Diplômé de l'Institut pratique du journalisme (IPJ), il débute dans les stations locales de Radio-France tout en participant en 1989 à la renaissance de l'hebdomadaire, L'Idiot international.
En juin 1991, il rejoint la chaîne Eurosport, dès le rachat par TF1, et commente les retransmissions de cyclisme dès 1992, date du lancement de la version française de la chaîne pan-européenne. Au cours des deux décennies suivantes, il a l'occasion de commenter toutes les grandes courses du calendrier aux côtés de consultants comme Marc Madiot, Laurent Fignon, Vincent Barteau, Éric Boyer, Jacky Durand, Jean-François Bernard, ou encore Richard Virenque. Devenu producteur du cyclisme pour la chaîne pan-européenne, il quitte ses fonctions en 2009 en raison d'un désaccord avec la direction d'Eurosport (notamment sur le contenu éditorial du programme Planet Armstrong). Il demeure encore quelques mois le « commentateur cyclisme » de la chaîne jusqu'au Tour de France 2010. Sa dernière apparition sur Eurosport, le 1er septembre 2010, sera pour lui l'occasion de rendre hommage à son ancien complice Laurent Fignon, au lendemain de son décès des suites d'un cancer.
En juillet 2011, il crée Velobs, une société de conseil et de production audiovisuelle, tournée vers les nouveaux médias.
Entre juin 2012 et juillet 2019, il collabore avec la station de radio française Europe1. Il co-anime avec Bérengère Bonte puis Axel May pendant le Tour de France le Club Tour et intervient de manière ponctuelle dans l'émission Europe 1 Sport.
En 2019, il choisit de couvrir le Tour de France en utilisant essentiellement les transports en commun avec son vélo pour rallier les départs et les arrivées d'étape ; l'objectif étant de sensibiliser les auditeurs de la station sur l'impact carbone de cet évènement sportif.
Avec Pierre-Henri Menthéour et Isabelle Hostalery, il est l'auteur du documentaire Le prix de l'échappée (70 min), diffusé en juin 2014 sur France 2.
En août 2014, il rejoint la chaîne de télévision L'Équipe, et retrouve pour la circonstance l'un de ses anciens consultants, Éric Boyer. Entre 2017 et 2020, il commente notamment le Tour d'Italie sur L'Équipe, avec Jérôme Pineau et Stephen Roche en 2017, avec Christophe Riblon et Cyrille Guimard par la suite.
Il est également depuis 2004 la voix du jeu vidéo Pro Cycling Manager, dont le fameux : « Attaque de marlou ! Il veut passer à la télé celui-là » est rapidement passé à la postérité, au sein de la communauté des joueurs.